# Magma (Magma)
Magma (ristampato col nome di Kobaïa) è il primo album in studio del gruppo di rock progressivo francese Magma, pubblicato nel 1970.

## Tracce

### Lato A
1. "Kobaïa" – 10:15 (Christian Vander)
2. "Aïna" – 6:15 (Vander)
3. "Malaria" – 4:20 (Vander)

### Lato B
1. "Sohïa" – 7:00 (Teddy Lasry)
2. "Sckxyss" – 3:47 (François Cahen)
3. "Auraë" – 10:55 (Vander)

### Lato C
1. "Thaud Zaia" – 7:00 (Claude Engel)
2. "Naü Ektila" – 12:55 (Laurent Thibault)

### Lato D
1. "Stoah" – 8:05 (Vander)
2. "Mûh" – 11:13 (Vander)

## Formazione

### Musicisti
- Christian Vander – batteria, voce
- Claude Engel – chitarre, flauto, voce
- Francis Moze – basso, contrabbasso
- François Cahen – piano
- Teddy Lasry – sax soprano, flauto
- Richard Raux – sax contralto e tenore, flauto
- Alain "Paco" Charlery – tromba, percussioni
- Klaus Basquiz – voce

### Produzione
- Claude Martelot – ingegnere
- Laurent Thibault – produttore
- Lee Hallyday – supervisore alla produzione
- Louis Haig Sarkissian – stage manager
- M.J.Petit – make-up
- Marcel Engel – assistente tecnico
- Roger Roche – ingegnere